# خبرة الكطعة
خبرة الگ‍طعة أو خبرة القطعة أو خبراء القطعة هي خَبْرة، في ناحية النخيب بقضاء الرطبة بمحافظة الأنبار، بهضبة الوديان بالبادية العراقية غرب العراق.
وتنبع عدة وديان، منهن وادي عرعر ووادي حامر وصفاوية العبيدات ينبعن مِن السعودية غرباً فيهبطن خفيفاً تلقاء الشرق جنوب النخيب إلى خبرة الكطعة وفيضة الأديان.